# 바륨

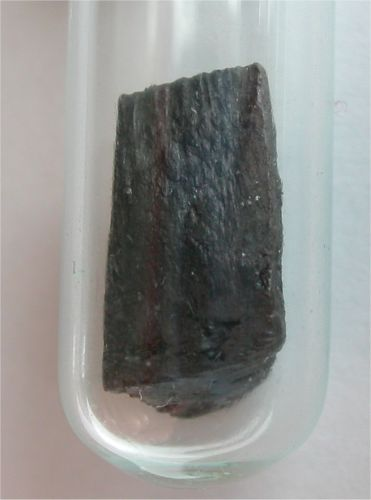

바륨(←영어: Barium 베어리엄[*], 문화어: 바리움←독일어: Barium 바리움[*])은 화학 원소로 기호는 Ba(←라틴어: Barium 바리움[*]), 원자 번호는 56이다. 무른 은색의 금속 원소로, 알칼리 토금속에 속하며 녹는점이 매우 높다. 바륨은 산화물 또는 황산염 상태로 중정석 광물에서 산출된다. 그러나 공기와의 높은 반응성 때문에 순수한 금속으로는 산출되지 않는다. 바륨 화합물은 페인트나 유리 제조에 소량이 사용되며, 이들 중 물 또는 산에 녹지 않는 바륨 화합물인 황산 바륨은 X선의 조영제로 사용되기도 한다. 바륨 이온은 독성이 있으므로 수용성 바륨염 및 위산과 반응할 수 있는 탄산 바륨 등은 조영제로 사용할 수 없다.
바륨 이온(Ba2+)의 화합물 중 질산 바륨(Ba(NO3)2), 수산화 바륨(Ba(OH)2), 염화 바륨(BaCl2), 황화 바륨(BaS)은 물에 잘 녹고, 황산 바륨(BaSO4), 탄산 바륨(BaCO3)은 물에 잘 녹지 않는다. 앙금 생성 반응을 통해 산출되는 황산 바륨, 탄산 바륨은 모두 흰색 앙금이다. 따라서, 바륨 이온 (Ba2+)을 검출할 때, 이러한 앙금이 유용하다. (→ 염 참조)